# Beachy Head
Beachy Head è un promontorio calcareo sulla costa Sud dell'Inghilterra, più precisamente nel distretto di Eastbourne della contea di East Sussex. Si trova nelle vicinanze della città di Eastbourne ed immediatamente ad est della scogliera conosciuta come Seven Sisters. L'area al di sopra della scogliera fa parte del Downland Country Park amministrato dal Consiglio del distretto di Eastbourne. La falesia è soggetta a frane dovute all'erosione della roccia calcare, che comportano il continuo arretramento della scogliera.

## I Fari
Sul promontorio si trovano due fari: quello di Belle Tout e quello di Beachy Head. Il faro di Belle Tout, ora fuori servizio, fu costruito nel 1834 (ma un faro provvisorio in legno esisteva già dal 1828). Per problemi di visibilità, fu sostituito dall'attuale faro di Beachy Head costruito ai piedi della scogliera circa due chilometri ad Est. Il nuovo faro entrò in servizio nel 1902 ed è tuttora funzionante.

## Nella cultura di massa
- Il promontorio di Beachy Head compare nel film "Quadrophenia" di Franc Roddam (1979): nel finale, il protagonista Jimmy (interpretato da Phil Daniels) va a gettare lo scooter rubato ad "Asso" (Sting) dalla scogliera.
- Il promontorio e il faro di Beachy Head compaiono anche nel video musicale Close to Me del gruppo britannico The Cure, diretto dal regista Tim Pope. Il brano è contenuto nell'album The Head on the Door, pubblicato nel 1985. Nell'originalissimo videoclip, i componenti della band sono chiusi in un armadio/guardaroba che precipita dall’alto della scogliera, giù verso il mare, e si riempie progressivamente d’acqua.